# Victoria Williams
Victoria Williams (Shreveport, 23 december 1958) is een Amerikaanse country- en folkzangeres, songwriter. Tijdens haar muzikale carrière woonde ze in Zuid-Californië. Haar bekendste nummers zijn Crazy Mary en Century Plant en veel van haar werk vindt inspiratie in de natuur (Weeds, Century Plant, Why Look at the Moon), alledaagse voorwerpen (Shoes, Frying Pan") en het ongeziene, zoals in Holy Spirit. Begin jaren 1990 werd Victoria gediagnosticeerd met multiple sclerose en Victoria was de katalysator voor het Sweet Relief Musicians Fund.

## Biografie
Williams werd geboren in Shreveport, Louisiana. In 1986 werkte ze samen met toenmalige echtgenoot Peter Case aan zijn debuutalbum, een jaar later gevolgd door haar eigen debuut Happy Come Home, geproduceerd door Anton Fier, met een begeleidende documentaire van 28 minuten door D.A. Pennebaker. In 1990 bracht ze Swing the Statue uit. Ze verscheen ook vaak op het podium en op plaat met de band Giant Sand. In 1993 speelde ze in Even Cowgirls Get the Blues van Gus Van Sant, die ook de video maakte voor Tarbelly and Featherfoot.
Begin 1992, toen de carrière van Williams begon te stijgen, werd bij haar de diagnose multiple sclerose gesteld. Omdat ze geen ziektekostenverzekering had, namen een reeks artiesten, waaronder Pearl Jam, Lou Reed, Maria McKee, Dave Pirner en Lucinda Williams, enkele van Williams' liedjes op cd op voor het benefietproject Sweet Relief: A Benefit for Victoria Williams. Dit leidde tot de oprichting van het Sweet Relief Musicians Fund, een liefdadigheidsinstelling die professionele muzikanten helpt die gezondheidszorg nodig hebben. Dat jaar bracht Williams ook het nieuwe album Loose uit. Een tweede album, met daarop de liederen van Vic Chesnutt, werd opgenomen voor het Sweet Relief Fund in 1996 onder de titel Sweet Relief II: Gravity of the Situation en Williams voerde een duet uit met Chesnutt op het album.
Ook dat jaar verscheen Williams op Strong Hand of Love, een fondsenwervend eerbetoonalbum aan de in 1992 overleden songwriter Mark Heard. In december nam ze deel aan een kerstconcert met Jane Siberry, Holly Cole, Mary Margaret O'Hara en Rebecca Jenkins, uitgezonden via CBC Radio in Canada en National Public Radio in de Verenigde Staten en vervolgens op cd uitgebracht als Count Your Blessings. In 1995 bracht Williams haar eerste live-album This Moment uit in Toronto met The Loose Band. Williams sloot de jaren 1990 af met een optreden op Wrong Eyed Jesus (1997) van Jim White, een duet met Robert Deeble (Rock a Bye) op Days Like These (1997) en haar eigen Musings of a Creekdipper uit 1998, gevolgd door Water to Drink in 2000 in coproductie met JC Hopkins. Ze verscheen ook in de film Victoria Williams - Happy Come Home, door D.A. Pennebaker en Chris Hegedus.
Williams nam Since I've Laid My Burden Down op voor het verzamelalbum Avalon Blues: A Tribute To Mississippi John Hurt in 2001. In datzelfde jaar werd haar nummer You Are Loved opgenomen op de cd The Oxford American Southern Music CD #5. In 2002 bracht ze een album uit met standards, dat tijdens de sessies was opgenomen voor haar eerdere platen. Sings Some Ol' Songs bevat klassiekers als Somewhere Over the Rainbow, My Funny Valentine en Moon River. Dat jaar was Williams ook jurylid voor de 2e jaarlijkse Independent Music Awards om de carrière van onafhankelijke artiesten te ondersteunen.
Tijdens haar huwelijk met Jayhawk-lid Mark Olson, toerde het paar regelmatig en nam het samen op als The Original Harmony Ridge Creekdippers, The Creekdippers en Mark Olson and the Creekdippers, met in totaal zeven albums en een Best Of-compilatie. Miss Williams' Guitar, een nummer op het album Tomorrow the Green Grass uit 1995 van Jayhawks, werd voor haar geschreven door Olson en bandmaat Gary Louris. Olson en Williams scheidden in 2006, wat ook leidde tot de ontbinding van hun muzikale partnerschap. In 2006 trad ze op op het album Portrait of Narcissus van collega Creekdipper David Wolfenberger en schilderde ze zelfs het portret van Wolfenberger op de cover. In datzelfde jaar verscheen ze ook als gastvocaliste op Modern Folk and Blues Wednesday, het eerste soloalbum van Bob Forrest van Thelonious Monster. Williams speelt ook in de band The Thriftstore Allstars, een groep ervaren tourneemuzikanten, die regelmatig in Joshua Tree spelen.
In 2006 werd Williams gerangschikt als #89 op Paste magazine's lijst van de Top 100 Living Songwriters. De beschrijving luidde: In Louisiana ontstane muziek van Victoria Williams schildert impressionistische, persoonlijke portretten van de natuur (Century Plant), van het spirituele (Holy Spirit) en van gewone mensen (Crazy Mary). Haar liedjes - net zo onderscheidend als haar hoge vibrato - doken zwaar in de muzikale paletten van country, folk, rock, gospel en jazz. Hoewel haar debuutalbum Happy Come Home in 1987 werd uitgebracht, werd Williams grotendeels over het hoofd gezien, totdat artiesten als Soul Asylum en Pearl Jam haar liedjes opnamen voor de Sweet Relief tribute/benefit cd uit 1993, die hielp bij het betalen van medische rekeningen in haar strijd tegen multiple sclerose. In 2007 speelde ze talloze shows met M. Ward en is ze te horen op het nummer Bottom Dollar op Christopher Rees' album Cautionary Tales (2007).
Begin 2009 begon Williams met de opname van een nieuw album met oorspronkelijk materiaal in Tucson met Isobel Campbell als producent. In mei 2009 herenigden Williams en Olson zich met collega Creekdipper Mike Russell voor een eenmalige uitvoering tijdens een opening van de tentoonstelling in de True World Gallery in Joshua Tree, Californië. In juli 2009 begon Williams aan een tournee door Australië en Nieuw-Zeeland met Vic Chesnutt, maar hij overleed op 25 december 2009 aan een overdosis spierverslappers. In het najaar van 2010 toerde ze met Simone White door Spanje en Zwitserland en eind 2011 keerde Williams terug naar de studio om een stem op te nemen voor Robert Deeble voor het album Heart Like Feathers dat in februari 2012 uitkwam. In december 2015 kreeg Williams een aanval, waarbij ze haar rug en schouder verwondde. Hoewel van haar werd verwacht dat ze volledig zou herstellen, zocht het Sweet Relief Musicians Fund donaties om de bijbehorende kosten te dekken, die haar ziektekostenverzekering opnieuw niet zou dekken.

## Discografie

### Soloalbums
- 1987: Happy Come Home
- 1990: Swing the Statue!
- 1994: Loose
- 1995: This Moment: In Toronto with the Loose Band
- 1998: Musings of a Creek Dipper
- 2000: Water to Drink
- 2002: Sings Some Ol' Songs
- 2017: Victoria Williams & The Loose Band-Town Hall 1995

### Benefit/tribute album
- 1993: Sweet Relief: A Benefit for Victoria Williams (Thirsty Ear Recordings)
- 1996: Sweet Relief II: Gravity of the Situation (Columbia Records)

### Andere geregistreerde optredens
- 1986: Peter Case door Peter Case (1986)
- 1989: Don't Let It Bring You Down en Words op het album The Bridge: A Tribute to Neil Young
- 1992: Ramp door Giant Sand
- 1993: Kindness of the World door Joe Henry
- 1994: Count_Your_Blessings (compilatiealbum)
- ????: Orphans and Angels door Julie Miller
- 1995: The Puppy Song voor het Harry Nilsson tribute album For the Love of Harry: Everybody Sings Nilsson
- 1995: Tomorrow the Green Grass door The Jayhawks
- 1996: What Kind of Friend voor het Mark Heard tribute album Orphans of God: Thirty-Four Songs Written by Mark Heard Performed by Thirty-Four Artists
- 1997: Wrong Eyed Jesus door Jim White
- 1997: Rock A Bye door Robert Deeble duet van het album Days Like These
- 1998: Periwinkle Sky op het album Lilith Fair: A Celebration of Women in Music
- 1998: Earthside Down door Robert Deeble achtergrondzang
- 2002: Early door Greg Brown van Going Driftless: An Artist's Tribute to Greg Brown
- 2003: My Lord and I, een song op het tribute album Shout, Sister, Shout: A Tribute to Sister Rosetta Tharpe
- 2005: Songs for Oxygen door Kevin Stetz
- 2007: Do Your Thing door Papa Mali
- 2007: Bottom Dollar door Christopher Rees
- 2011: Highway 62 Love songs compilatie
- 2012: Leaving Me Dry door Natalie D-Napoleon
- 2012: Heart Like Feathers door Robert Deeble
- 2016: Distant Light in het album Your Desert My Mind door The Mutants

- Catàleg d'autoritats de noms i títols de Catalunya: 981058521513606706
- Gemeinsame Normdatei: 134675908
- International Standard Name Identifier: 0000 0000 8006 9577
- Library of Congress Control Number: n94030655
- MusicBrainz: 161fe176-42d6-4a1a-8372-280164c7f15f
- Virtual International Authority File: 94911527
- WorldCat: E39PBJgXc3mCPrhMtMrb9gcMfq